# إيطاليا في الألعاب الأولمبية الصيفية 2016
نافست إيطاليا في دورة الألعاب الأولمبية الصيفية 2016 في ريو دي جانيرو، البرازيل، من 05-21 أغسطس 2016. ظهر الرياضيين الإيطاليين في كل دورة من دورات الألعاب الاولمبية الصيفية في العصر الحديث، عدا الألعاب الأولمبية الصيفية 1904 في سانت لويس فقد حضر فيها مشاركين قلائل.